# Bartsia
Bartsia es un género de plantas de la familia Orobanchaceae (APG III). Anteriormente, en las clasificaciones tradicionales, estaba clasificado en Scrophulariaceae. Son plantas hemiparásitas.

## Especies aceptadas
El género abarca unas 50 especies aceptadas de las casi 150 descritas, esencialmente de Colombia, Venezuela y de Perú hasta Chile y los Andes noroccidental de  Argentina; pero también en África tropical, Europa y Norteamérica.
- Bartsia adenophylla Molau
- Bartsia alba Molau
- Bartsia alpina L.
- Bartsia aprica Diels
- Bartsia australis Molau
- Bartsia bartsioides (Hook.) Edwin
- Bartsia camporum Diels
- Bartsia canescens Wedd.
- Bartsia chilensis Benth.
- Bartsia crenata Molau
- Bartsia crenoloba Wedd.
- Bartsia crisafullii N.H.Holmgren
- Bartsia decurva Hochst. ex Benth.
- Bartsia diffusa Benth.
- Bartsia elachophylla Diels
- Bartsia elongata Wedd.
- Bartsia fiebrigii Diels
- Bartsia filiformis Wedd.
- Bartsia flava Molau
- Bartsia glandulifera Molau
- Bartsia inaequalis Benth.
- Bartsia integrifolia Wedd.
- Bartsia jujuyensis Cabrera & Botta
- Bartsia laniflora Benth.
- Bartsia laticrenata Benth.
- Bartsia longiflora Hochst. ex Benth.
- Bartsia melampyroides (Kunth) Benth.
- Bartsia mutica (Kunth) Benth.
- Bartsia orthocarpiflora Benth.
- Bartsia patens Benth.
- Bartsia pauciflora Molau
- Bartsia pedicularoides Benth.
- Bartsia peruviana Walp.
- Bartsia pumila Benth.
- Bartsia pyricarpa Molau
- Bartsia ramosa Molau
- Bartsia remota Molau
- Bartsia rigida Molau
- Bartsia santolinifolia (Kunth) Benth.
- Bartsia sericea Molau
- Bartsia serrata Molau
- Bartsia stricta (Kunth)
- Bartsia strigosa Molau
- Bartsia tenuis Molau
- Bartsia thiantha Diels
- Bartsia tomentosa Molau
- Bartsia trichophylla Wedd.
- Bartsia tricolor Molau
- Bartsia trixago L.
- Bartsia weberbaueri Diels